# إيمان القصيبي
إيمان القصيبي (22 يونيو 1974 -)، ممثلة سعودية تعيش في البحرين.

## عن حياتها
بدأت حياتها الفنية عام 1995 عن طريق مشاركتها ببعض الأعمال الفنية الذي كانت تقدمها سوأ على خشبة المسرح أو شاشة التلفزيون، واستمرت بالمشاركة بالأدوار الصغيرة حتى بدأ نجاحها في مسلسل دروب الشك مع محمد المنصور وحسين المنصور عام 1999.

## أعمالها

### في التلفزيون
| سنة الإنتاج | المسلسل                           | بمشاركة |
| ----------- | --------------------------------- | --- |
| 1995        | حسن ونور السنا                    | أنور أحمد، يوسف بوهلول، زينب العسكري، لطيفة المجرن، عبد الله ملك                                               |
| 1997        | بحر الحكايات                      | إبراهيم بحر، يوسف بوهلول، سعاد علي، جمعان الرويعي                                                              |
| 1999        | آخر الرجال                        | أحلام محمد، سعاد علي، يوسف بوهلول، علي الغرير، عبد الله ملك                                                    |
| 1999        | دروب الشك                         | محمد المنصور، حسين المنصور، منصور المنصور، علي جمعة، زهرة الخرجي، سعاد علي                                     |
| 2000        | عيال الذيب                        | حياة الفهد، خالد النفيسي، سعاد عبد الله، غازي حسين، عبد العزيز جاسم، فاطمة الحوسني، عبير أحمد                  |
| 2001        | عائلة خاصة جدا                    | إبراهيم الصلال، سعاد علي، هدى الخطيب، حسن البلام                                                               |
| 2001        | جروح باردة                        | عبد المحسن النمر، محمد العيسى، فرح علي، زينب العسكري، محمد المنيع                                              |
| 2002        | سهم الغدر                         | محمد المنصور، أحلام محمد، حسين المنصور، زينب العسكري، أحمد الجسمي، فخرية خميس، فاطمة الحوسني                   |
| 2003        | أخوة الشر                         | يوسف بوهلول، محمد ياسين، سعاد علي، لطيفة المجرن، علي الغرير                                                    |
| 2003        | حلم السنين                        | صالح زعل، إبراهيم الزدجالي، هيفاء حسين، شمعة محمد                                                              |
| 2004        | غصات الحنين                       | محمد المنصور، حسين المنصور، هدى الخطيب، صالح زعل، خالد البريكي، هيفاء حسين، فاطمة عبد الرحيم                   |
| 2004        | سرى الليل                         | هيفاء عادل، علي السبع، ليلى السلمان، حبيب غلوم، هيفاء حسين، خالد البريكي، هبة الدري                            |
| 2005        | دولاب الزمن                       | محمد الجناحي، محمد جابر، هدى الخطيب، سعاد علي، فاطمة الحوسني، محمد الحجي                                       |
| 2005        | عذاري                             | زينب العسكري، قحطان القحطاني، أحمد السلمان، محمد العجيمي، منى شداد، خالد البريكي، مشعل الجاسر                  |
| 2007        | الأصيل                            | أحمد الصالح، جاسم النبهان، حسين المنصور، عبد العزيز المسلم، منصور المنصور، ليلى السلمان، أحمد إيراج، هبة الدري |
| 2008        | مسك وعنبر                         | غانم الصالح، عبد العزيز المسلم، إلهام الفضالة                                                                  |
| 2009        | الساكنات في قلوبنا - حلقات منفصلة | بدرية أحمد، حبيب غلوم                                                                                          |
| 2009        | نور عيني                          | أحمد الصالح، جاسم النبهان، عبد العزيز المسلم، ليلى السلمان، حسين المنصور، منى شداد، زينة كرم، سلمى سالم        |
| 2010        | هوامير الصحراء - الجزء الثاني     | أحمد الصالح، ميساء مغربي، سعد خضر، علي السبع، أميرة محمد، مي عبد الله                                          |
| 2011        | أنا آسف                           | شيماء سبت، أسعد الزهراني                                                                                       |
| 2011        | أيام وليالي                       | جاسم النبهان، خالد الحربي، سمير الناصر، فاطمة عبد الرحيم، في الشرقاوي، لطيفة المجرن                            |
| 2011        | سماء ثانية                        | جاسم النبهان، يوسف بوهلول، أحمد إيراج، هيفاء حسين، علي الغرير                                                  |
| 2012        | الثمن                             | عبد العزيز المسلم، صلاح الملا، ليلى السلمان، مشاري البلام، لمياء طارق، منى شداد، شيماء علي                     |
| 2012        | طالع نازل                         | عبد الله السدحان                                                                                               |
| 2013        | هذا حنا                           | سعد الفرج، عبد الله السدحان، فاطمة الحوسني                                                                     |
| 2016        | مستر كاش                          | عبدالله السدحان                                                                                                |

## روابط خارجية
- إيمان القصيبي على موقع قاعدة بيانات الأفلام العربية